# Hello, Goodbye
«Hello, Goodbye» (укр. «Привіт, прощавай») (робоча назва Hello Hello) — пісня англійської рок-групи The Beatles, написана Полом Маккартні і Джоном Ленноном. Пісня була випущена синглом в листопаді 1967 року, і очолила музичні чарти в США, Великій Британії та Норвегії. Композиція також займала другі позиції в Швейцарії та Австрії.

## Написання
Хоча композиторами пісні значаться Пол Маккартні і Джон Леннон, пісня своїм існуванням повністю зобов'язана Полу Маккартні. Алістер Тейлор, який працював асистентом менеджера The Beatles Браяна Епстайна, поцікавився у Маккартні процесом написання його пісень. Маккартні своєю чергою привів Тейлора до себе у вітальню і попросив кричати йому все протилежне, попри те, що він буде співати: чорне — біле, так — ні, стояти — йти, привіт і прощай. Пізніше Арістейр говорив: «Мені хотілося б знати, чи дійсно він склав її на ходу, або вона вже крутилася в нього в голові».

## Запис
Hello, Goodbye була написана занадто пізно, щоб потрапити у фільм Чарівна таємнича подорож, хоча вона все-таки з'явилася у фінальних титрах. Замість цього їй судилося стати наступним синглом.
Перший запис розпочався 2 жовтня. Базова доріжка була записана за 14 дублів і включала фортепіано, барабани, орган і бубон, у цьому записі була робоча назва Hello, Hello. Дубль 14 був визнаний найкращим, і на нього було накладено маракаси, бонги і бубон. Перш ніж сесія була закінчена, були зроблені два проміжних мікси для подальших накладень. Ці мікси були пронумеровані 15 і 16, останній з них використовувався для подальшого запису. Всі інструменти в ньому були на першій доріжці плівки..
Другий запис тривав 19 жовтня. В цей час пісня була відома під своєю робочою назвою. Дві партії лід-гітари були накладені на другу доріжку 16-го дубля, а третя і четверта були заповнені лід — і бек-вокалом. Також до четвертої доріжки були додані хлопки і вокал «Hela, heba, heloa» в коді. Сесія закінчилася проміжним міксом, щоб звільнити місце для подальших накладень, об'єднавши доріжки три і чотири. Цей мікс став знаний як дубль 17.
Запис тривав 20 жовтня. Альтисти Кен Ессекс і Бірнбаум були замовлені на час з 20:00 до 23:00, але сесія вийшла за ці межі, і вони отримали подвійну плату. Також під час цієї сесії Маккартні стер гітарне соло і замінив його рядком «Why why why why why why do you say goodbye, goodbye?», яка була оброблена важким відлунням.
Запис продовжився 25 жовтня. Були зроблені проміжний мікс, перш ніж були додані накладення. Знадобилося чотири спроби, щоб створити задовільний мікс; вони були пронумеровані 18-21. Пол Маккартні потім додав партію бас-гітари на дубль 21.
Останній запис тривав 1 і 2 листопада. Було ухвалено рішення додати додаткову бас-гітару, що вимагало четвертого проміжного міксу. Знадобилося чотири спроби, пронумеровані як дублі 22-25. Згідно із записами в журналі, ці мікси були для «частин два і три» пісні, припускаючи, що пізніше буде зроблена склейка, але ніяких доказів такої дії не існує. Друге басове накладення було зроблено наступного дня — 2 листопада 1967 року.

## Промо-кліп
10 листопада 1967 року група зняла промо-відео для свого майбутнього синглу Hello, Goodbye в лондонському Saville Theatre. Вони співали пісню під фонограму на сцені без присутності глядачів. NEMS Enterprises, попри нещодавню смерть Браяна Епстайна, на той момент все ще орендувала театр. Пол Маккартні був режисером трьох промо кліпів, кожен з яких був знятий з використанням різних костюмів. Для першого The Beatles були в своїй уніформі сержанта Пеппера на тлі психоделічних декорацій. Кліп чергувався вставками, де група в своїх костюмах 1963 року без комірів махає рукою, а у фіналі танцювали кілька дівчат в гавайських костюмах. У другому кліпі були у своєму звичайному (на 1967 рік) одязі, і знову в кінці з'явилися танцюючі дівчата. Третій був зроблений з ауттейків перших двох кліпів, плюс відео танцюючих твіст The Beatles.
Ці ролики не показав телеканал Бі-Бі-Сі у зв'язку зі строгими обмеженнями Музичного союзу, але оскільки у США таких заборон не було, то фільм показали на шоу Еда Саллівана 26 листопада.

## Випуск
«Hello, Goodbye» вийшла синглом у листопаді 1967 року. У США пісня ввійшла до альбому Magical Mystery Tour, який вийшов через три дні після виходу синглу, але до англійського видання альбому пісню не включили; вона вийшла лише в спеціальному збірнику The Beatles 1967—1970, випущеному в 1973 році.
Випустивши пісню, Маккартні дав пояснення пісні для Disc:
Відповідь на всі питання проста. Ця пісня про все і нічого. Якщо у вас є чорне, у вас має бути і біле. Це дивовижна пісня про життя.
У США Capitol Records пропустив у назві на обкладинці синглу кому, як і партнери EMI в інших країнах.

## Учасники
- Пол Маккартні — вокал, бас, піаніно, бонго, конга
- Джон Леннон — бек-вокал, соло-гітара, орган
- Джордж Гаррісон — бек-вокал, соло-гітара
- Рінго Старр — ударні, маракаси, тамбурин
- Кеннет Ессекс — скрипка
- Лео Бірнбаум — скрипка
- Джордж Мартін — продюсер
- Кен Скотт — звукоінженер

## Участь у хіт-парадах
| Chart (1967–68)                   | Peak position |
| --------------------------------- | ------------- |
| Australian Go-Set National Top 40 | 1             |
| Austrian Singles Chart            | 2             |
| Belgian Singles Chart             | 2             |
| Canadian RPM 100                  | 1             |
| Dutch Singles Chart               | 1             |
| French SNEP Singles               | 1             |
| Irish Singles Chart               | 2             |
| Norwegian VG-lista Singles        | 1             |
| Swedish Kvällstoppen Chart        | 1             |
| Swiss Hitparade                   | 2             |
| UK Record Retailer Chart          | 1             |
| US Billboard Hot 100              | 1             |
| US Cash Box Top 100               | 1             |
| West German Musikmarkt Hit-Parade | 1             |